# Cerophytum elateroides
Cerophytum elateroides – gatunek chrząszcza z rodziny Cerophytidae.

## Taksonomia
Gatunek opisany został w 1804 roku przez Pierre’a-André Latreille’a jako Elater elateroides.

## Opis
Ciało od 6 do 7,5 mm długie, tłustobłyszczące, czarne bądź ciemnobrunatne o czułkach i odnóżach ciemnorudobrunatnych. Przedplecze i głowa z gęstym punktowaniem. Czułki samca grzebieniaste.  Narząd kopulacyjny samca z nasadową częścią w kształcie poszerzonego "T", położoną brzusznie do edeagusa. Paramery z błoniastymi, płatkowatymi wyrostkami w części tylnej, u nasady zrośnięte. Prącie wydłużone za końce paramer. Woreczek wewnętrzny edeagusa z mikroząbkami. Narząd kopulacyjny samicy z beleczkami podporowymi dłuższymi 2,8-krotnie od płytek genitalnych. Zbiornik nasienny z kolczastymi płytkami na ściance, wzmocniony wygiętą beleczką.

## Biologia i ekologia
Larwy żyją w martwym drewnie drzew liściastych. Dorosłe spotykane od wiosny do lipca. Za dnia chowają się pod odstającą korą i w murszu zalegającym dziuple. Przylatują do światła.

## Występowanie
Wykazany został dotąd z Austrii, Belgii, Czech, Francji, Holandii, Luksemburgu, Niemiec, Polski, Portugalii, europejskiej Rosji, Sardynii, Słowacji, Szwajcarii, Węgier, Wielkiej Brytanii i Włoch. Rekord z Hiszpanii określany jest jako wątpliwy.
W Polsce jedyny przedstawiciel rodziny Cerophytidae. Bardzo rzadki. Znany jedynie z Sudetów Zachodnich.